# Songo
El songo (o nsongo o sungu) és una llengua bantu que parlen els songos al centre-nord d'Angola, a la riba del riu Cuanza, a la província de Malanje. Segons l'ethnologue, el 1978 hi havia 50.000 parlants de songo i segons el joshuaproject n'hi ha 145.000. El seu codi ISO 639-3 és nsx, el seu codi al glottolog és nson1238 i el seu codi Guthrie és H.24.

## Família lingüística
El songo, segons l'ethnologue, és una llengua bantu central del grup H (H.24) que forma part del subgrup de les llengües kimbundus, juntament amb el sama, el bolo i el kimbundu. En el glottolog apareix com una de les llengües kimbundus, que són llengües bantus central-occidentals, juntament amb aquestres mateixes tres llengües. També ha estat considerada com una llengua teke.

## Sociolingüística, estatus i ús de la llengua
El songo és una llengua desenvolupada (EGIDS 5). Gaudeix d'un ús vigorós, està estandarditzada i té literatura escrita en aquesta llengua. S'escriu en alfabet llatí i hi ha trossos de la Bíblia escrits (1936-78).